# Sobirania del Riu Orange
La Sobirania del Riu Orange fou un territori britànic depenent de la colònia del Cap de Bona Esperança, que va existir entre 1848 i 1854.
Sir Harry Smith (1787-1860, nom complet Sir Henry "Harry" George Wakelyn Smith) va ocupar el càrrec de governador del Cap l'1 de desembre de 1847; entre les qüestions que havia de decidir estava el futur del colons bòers i europeus establerts més enllà del riu Orange que en part estaven sota jurisdicció britànica des de 1845 (Transoràngia) i en part de la República de Winburg. Finalment va emetre una proclamació datada el 3 de febrer de 1848 per la que tots els territoris entre el riu Orange i el Vaal a l'est de les muntanyes Drakensberg, i els seus colons passaven a sobirania britànica sota el nom de "Sobirania del Riu Orange" (Orange River Sovereignity) i dependent de la colònia del Cap.
Smith era popular entre els bòers que el consideraven contrari als caps nadius, i la proclamació fou acceptada per bona part dels blancs, però Andries Pretorius al front del partit república, la va rebutjar i va decidir lluitar. Derrotar Pretorius per les forces britàniques a la batalla de Boomplaats el 29 d'agost de 1848, la posició britànica es va consolidar; Pretorius es va retirar més enllà del Vaal. Delegats del resident britànic (càrrec que romangué en mans de Warden a Bloemfontein) es van establir a Winburg i Caledon River.
La frontera amb els sotho es va definir el 1849 de manera favorable als britànics (fou coneguda com a línia Warden); també es van fixar els límits d'altres caps nadius, però les lluites entre aquestos i amb els colons no foren estranyes i els britànics no tenien prou soldats per mantenir la seguretat.
El 1851 el partit republicà va convidar a Pretorius a tornar per a la continuació de la lluita, i va obtenir l'aliança de Mosheshoe mel cap sotho. La intervenció de Pretorius i les lluites amb les tribus basotho provocà el desig de retirada britànica del territori (despatx de lord Grey, secretari colonial a Harry Smith, del 21 d'octubre de 1852). La Convenció de Sand River va reconèixer (1852) la independència de les comunitats bòers més enllà del Vaal, però una assemblea de colons en votació a mà alçada a Bloemfontein (juny de 1852) va decidir mantenir la sobirania britànica.
A finals del 1852 es va fer un tractat amb Mosheshoe que fou favorable als sotho. El 1853 el govern ja havia decidit la retirada i va enviar a Sir George Russell Clerk com comissionat especial, el qual l'agost va reunir una assemblea per decidir sobre l'autogovern (els europeus de la zona eren uns quinze mil, però bona part eren britànics procedents del Cap i volien la continuïtat del domini britànic) i com que no hi va haver acord, Clerk va negociar amb el partit republicà; el 30 de gener de 1854 el govern britànic va emetre una declaració per la qual renunciava a la sobirania i finalment per la (Convenció de Bloemfontein, el 22 de febrer de 1854) es va reconèixer la independència dels establiments.
Un govern provisional es va formar l'endemà sota la direcció de Josias Philippus Hoffman que va donar origen a l'Estat Lliure d'Orange.